# Castello di Beldiletto
Il Castello di Beldiletto è un maniero quattrocentesco che si trova nella frazione di Pievebovigliana,comune di Valfornace nella provincia di Macerata. Appartenne ai Da Varano, signori di Camerino.

## Vicende storiche
Il castello, costruito alla fine del Trecento secondo la tradizione da Giovanni Da Varano detto Spaccaferro, ma è probabile che esistesse già e Giovanni lo ingrandisse e fortificasse negli anni tra il 1370 e 1380, inserendolo nel complesso sistema difensivo di rocche e castelli a protezione di Camerino il "sistema castellare del Chienti". Nella seconda metà del XIV secolo viene trasformato in una sontuosa villa rinascimentale (una poderosa costruzione in arenaria), da Giulio Cesare da Varano che vi insediò la propria corte. Beldiletto ebbe sempre nella sua storia la doppia funzione di residenza ufficiale e privata e fu teatro di molti eventi storici e politici:
- Nel 1382 ospitò Luigi D'Angiò e Amedeo VI di Savoia nel passaggio attraverso le terre della Marca per raggiungere il Regno di Napoli.
- Nel corso delle guerre contro Fermo Carlo Malatesta lo conquistò e vi tenne prigioniera Costanza Smeducci seconda moglie di Rodolfo III da Varano.
- Nel 1420 il castello venne occupato dal condottiero Braccio Fortebracci Da Montone e riconsegnato ai Da Varano.
- Nel maggio del 1424 vi muore Rodolfo III da Varano; padre di 64 figli, dei quali 54 raggiungono l’età adulta. [3]
- Nel 1436 il castello venne occupato da Francesco Sforza.
- Nel 1504 Giovanni Maria da Varano vi ospitò il cardinale Alessandro Farnese legato pontificio per la Marca.
- Il 5 Settembre 1510 vi soggiorna il papa Giulio II, con tutto il suo seguito, composto da sette cardinali e una guardia personale di 50 giannizzeri. Per lui e i suoi 500 balestrieri a cavallo con carri al seguito il duca fece abbattere le porte di accesso a Serravalle e Valcimarra e addirittura tagliare un monte. [4]
- Negli anni 1527 - 1528 il castello ospitò i trecento armati al seguito di Beatrice Colonna moglie di Rodolfo da Varano, figlio naturale di Giovanni Maria, corsa in aiuto del marito nel tentativo di conquista del Ducato. Il castello venne assediato dagli abitanti di Pievebovigliana per cinque giorni fino all'arrivo di Sciarra Colonna con truppe mercenarie arrivato in aiuto della sorella.

Oltre che per azioni di guerra e diplomatiche il castello fu anche luogo di vicende di amore cortese: quello non corrisposto di Giulio Cesare da Varano con Madonna Pierozzi e quelli del poeta Agnolo Pierozzi con Camilla da Varano. Di tali vicende resta traccia nella decorazione pittorica al piano superiore in cui è rappresentato in vari ambienti in modo molteplice e diffuso il frutto della pera (il frutto della pera è richiamato nello scudo della famiglia Pierozzi, Perretti o Perozzi). 
Nel "Inventario del 1502" fatto redigere per volere di papa Alessandro VI Borgia al momento della presa di possesso del ducato viene elencato come "Roccha del Bel Delecto"
Il castello diviene proprietà di Sigismondo da Varano figlio di Venanzio, e nel 1522 a Egidio da Varano suo figlio che sposò Ippolita della famiglia Ranieri di Perugia. 
Il lento degrado del castello inizia già nel corso del XVI secolo dopo l’annessione del ducato di Camerino allo Stato della Chiesa, quando l’intero complesso si trasforma in una semplice tenuta agricola.
Nel 1823 apparteneva alle famiglia Strada di Camerino e Cianni. Dalla famiglia Canni (o Cianni) di Serravalle il castello passò alla famiglia Paparelli di Muccia che l'ha tenuto almeno fino al 1993, epoca dell'ultima schedatura. In questo periodo il castello fu utilizzato come casa colonica, fienile e magazzino dell'azienda agricola.. Intorno al 1990 sono stati eseguiti lavori di restauro delle murature e delle coperture dei lati nord ed est.
A causa del violento sisma del settembre del 1997 che per giorni colpì in tutta la zona, il castello subì parecchi danni e lesioni un po’ a tutta la struttura che richiesero l’approvazione di un progetto di ripristino e ricostruzione delle parti lesionate. Nel 2002, a seguito di questi restauri, sono stati scoperti in alcune sale, nuovi cicli di pitture e nuove decorazioni.
Nel mese di marzo del 2000 il Tribunale di Camerino, a seguito di un'azione giudiziaria, dispose la vendita dell'edificio. Il 9 febbraio del 2001 la società romana 'Beni culturali', un'immobiliare dell'imprenditore Franco Sensi, si aggiudicò per un miliardo e 10 milioni di lire la gara di acquisto. La stessa società ha acquisito per 900 milioni anche 25 ettari di terreno attorno al castello..
Nel mese di marzo del 2012 vi è un ulteriore passaggio di proprietà: la famiglia Sensi vende il castello ed i terreni alla famiglia Fabrizi di Fiastra.
il castello è inagibile e non è visitabile a causa dei danni provocati dal Terremoto del Centro Italia del 2016.

## Architettura e arte
La struttura del Castello di Beldiletto era originariamente circondata da un largo e profondo fossato alimentato dalle acque del fiume Chienti; la pianta dell'edificio è di forma quadrangolare con un unico accesso con un androne con volta a botte, con torri a base quadrata in tutti gli angoli. Al suo interno si apre una corte con un loggiato, con pilastri ottagonali e con archi a sesto acuto in pietra bianca e rossa.  
Nella sala più grande del castello sono visibili i resti di un vasto ciclo di affreschi del XV secolo raffigurante dei cavalieri, tra cui Roberto il Guiscardo, suo figlio Ruggero, re di Napoli e Tancredi d’Altavilla, che rimanda alla cultura dei poemi cavallereschi.

## Eventi
- Il Castello ha preso parte all'iniziativa del Fondo Ambiente Italiano la Giornata FAI di primavera.
- Nel settembre 2009 nel Castello di Beldiletto vi è stata la presentazione, a cura dello storico dell'arte Philippe Daverio, del libro d’arte di Francesca Arcangeli “I dipinti murali a soggetto cortese nella signoria di Giulio Cesare da Varano”.